# Senebi (Schatzmeister)

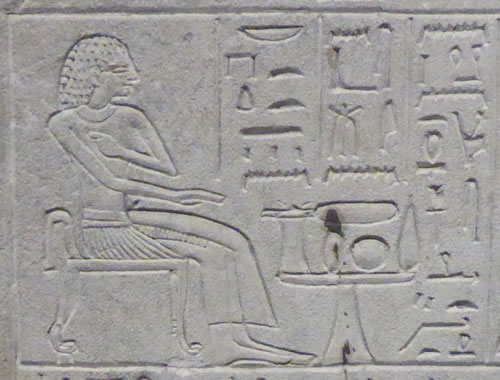
Senebi auf einer Stele

Senebi war ein altägyptischer Schatzmeister der 13. Dynastie, um 1750 v. Chr. Senebi ist von einer größeren Anzahl von Denkmälern bekannt, die belegen, dass er eine führende Person am königlichen Hof von Neferhotep I. war.
Senebi begann seine Karriere als Königsbekannter und ist erst unter König Neferhotep I. als Schatzmeister bezeugt, bei dem es sich um ein führendes Staatsamt handelte. Neben der Familie des Herrschers wird er in einer Felsinschrift bei Assuan genannt, was wiederum seine Datierung sichert. Er ist von über zehn Skarabäen bekannt und von verschiedenen Stelen. Sein Vorgänger im Amt war wahrscheinlich der Schatzmeister Senebsumai. Sein Nachfolger im Amt ist unsicher. Seine Eltern waren die Herrin des Hauses Tuni, und der Soldat des Stadtregiments Nebpu.